# Јаношхалма
Јаношхалма, раније Јанковац (мађ. Jánoshalma, хрв. Jankovac) град је у Мађарској. Јаношхалма је један од важнијих градова у оквиру жупаније Бач-Кишкун.
Јаношхалма је имала 9.433 становника према подацима из 2009. године.

## Положај града
Град Јаношхалма се налази у јужном делу Мађарске, близу границе са Србијом (20 км северно). Од престонице Будимпеште град је удаљен око 170 km јужно. Град се налази у средишњем делу Панонске низије, у северном делу Телечке пешчаре. Такође, град се налази у крајње северном делу историјског подручја Бачке. Надморска висина града је око 135 m.

## Галерија
- Градска Црква свете Ане
- Грб града
- Железничка стваница
- Стари погон у граду